# Zenón de Somodevilla y Bengoechea
Zenón de Somodevilla y Bengoechea, marquès de l'Ensenada (Hervías, La Rioja, 2 de juny de 1702 - Medina del Campo, (Valladolid, 2 de desembre de 1781) fou un polític il·lustrat espanyol, conseller d'Estat de Felip V, Lluís I i Ferran VI. Fou una figura clau en el disseny i l'aplicació de la Gran Batuda, coneguda oficialment com a Presó General de Gitanos, un intent d'extermini dels gitanos que vivien a Espanya.

## La Gran Batuda
Amb l'autorització de Ferran VI d'Espanya, Ensenada va organitzar una operació secreta, executada de manera sincronitzada a tot el territori espanyol el dimecres 30 de juliol de 1749 i coneguda com a Gran Batuda o Presó General de Gitanos. Va tenir per objectiu arrestar tots els gitanos del regne, separant els homes de les dones per tal d'aconseguir l'extinció de l'ètnia. Ja en el primer dia de l'acció van ser detinguts entre 9000 i 12 000 gitanos. Els homes gitanos majors de set anys van ser encadenats i internats en arsenals on van realitzar treballs forçats. Les dones i els nens van ser internats en presons i fàbriques. Els seus béns van ser confiscats. Aquesta acció va finalitzar en 1763.